# Diocèse de Kitale
Le diocèse de Kitale (en latin Dioecesis Kitalensis) est un diocèse catholique du Kenya, suffragant de l'archidiocèse de Kisumu.

## Territoire
Le diocèse comprend les districts de Trans Nzoia et West Pokot, dans la Vallée du Rift. Son siège épiscopal est la ville de Kitale, où se trouve la cathédrale de l'Immaculée Conception. Le diocèse comprend 27 paroisses.

## Histoire
Le diocèse est érigé le 3 avril 1998 par la bulle Magis in dies du pape Jean-Paul II, à partir du diocèse d'Eldoret.

## Évêques
Maurice Anthony Crowley, S.P.S. est évêque du diocèse depuis le 3 avril 1998.

## Statistiques
| année | baptisés | population totale | pourcentage | prêtres | dont séculiers | dont réguliers | catholiques par prêtre | diacres | religieux | religieuses | paroisses |
| ----- | -------- | ----------------- | ----------- | ------- | -------------- | -------------- | ---------------------- | ------- | --------- | ----------- | --------- |
| 1999  | 130 000  | 1 100 000         | 11,8        | 37      | 17             | 20             | 3 513                  |         | 29        | 60          | 19        |
| 2000  | 134 000  | 884 000           | 15,2        | 45      | 28             | 17             | 2 977                  |         | 27        | 57          | 18        |
| 2001  | 140 000  | 890 000           | 15,7        | 38      | 18             | 20             | 3 684                  |         | 26        | 57          | 19        |
| 2002  | 146 000  | 914 000           | 16,0        | 42      | 24             | 18             | 3 476                  |         | 23        | 57          | 19        |
| 2003  | 152 000  | 940 000           | 16,2        | 45      | 25             | 20             | 3 377                  |         | 26        | 61          | 22        |
| 2004  | 157 000  | 970 000           | 16,2        | 45      | 24             | 21             | 3 488                  |         | 29        | 64          | 22        |
| 2006  | 164 000  | 1 030 000         | 15,9        | 45      | 20             | 25             | 3 644                  |         | 31        | 58          | 23        |
| 2013  | 225 000  | 1 268 000         | 17,7        | 57      | 35             | 22             | 3 947                  |         | 23        | 91          | 27        |
| 2016  | 246 681  | 1 358 803         | 18,2        | 63      | 46             | 17             | 3 915                  |         | 23        | 92          | 29        |